# Дембсько (Каліський повіт)
Дембсько (пол. Dębsko) — село в Польщі, у гміні Козьмінек Каліського повіту Великопольського воєводства.
Населення — 663 особи (2011).
У 1975-1998 роках село належало до Каліського воєводства.

## Демографія
Демографічна структура станом на 31 березня 2011 року:
|          | Загалом | Допрацездатний вік | Працездатний вік | Постпрацездатний вік |
| -------- | ------- | ------------------ | ---------------- | -------------------- |
| Чоловіки | 330     | 68                 | 224              | 38                   |
| Жінки    | 333     | 65                 | 196              | 72                   |
| Разом    | 663     | 133                | 420              | 110                  |